# Liste der Kulturdenkmale in Leubnitz (Werdau)
- Karte mit allen Koordinaten:
- OSM |
- WikiMap

Die Liste der Kulturdenkmale in Leubnitz (Werdau) enthält die in der amtlichen Denkmalliste des Landesamtes für Denkmalpflege Sachsen ausgewiesenen Kulturdenkmale im Werdauer Ortsteil Leubnitz.

## Legende
- Bild: Bild des Kulturdenkmals, ggf. zusätzlich mit einem Link zu weiteren Fotos des Kulturdenkmals im Medienarchiv Wikimedia Commons. Wenn man auf das Kamerasymbol klickt, können Fotos zu Kulturdenkmalen aus dieser Liste hochgeladen werden:
- Bezeichnung: Denkmalgeschützte Objekte und ggf. Bauwerksname des Kulturdenkmals
- Lage: Straßenname und Hausnummer oder Flurstücknummer des Kulturdenkmals. Die Grundsortierung der Liste erfolgt nach dieser Adresse. Der Link (Karte) führt zu verschiedenen Kartendiensten mit der Position des Kulturdenkmals. Fehlt dieser Link, wurden die Koordinaten noch nicht eingetragen. Sind diese bekannt, können sie über ein Tool mit einer Kartenansicht einfach nachgetragen werden. In dieser Kartenansicht sind Kulturdenkmale ohne Koordinaten mit einem roten bzw. orangen Marker dargestellt und können durch Verschieben auf die richtige Position in der Karte mit Koordinaten versehen werden. Kulturdenkmale ohne Bild sind an einem blauen bzw. roten Marker erkennbar.
- Datierung: Baubeginn, Fertigstellung, Datum der Erstnennung oder grobe zeitliche Einordnung entsprechend des Eintrags in der sächsischen Denkmaldatenbank
- Beschreibung: Kurzcharakteristik des Kulturdenkmals entsprechend des Eintrags in der sächsischen Denkmaldatenbank, ggf. ergänzt durch die dort nur selten veröffentlichten Erfassungstexte oder zusätzliche Informationen
- ID: Vom Landesamt für Denkmalpflege Sachsen vergebene, das Kulturdenkmal eindeutig identifizierende Objekt-Nummer. Der Link führt zum PDF-Denkmaldokument des Landesamtes für Denkmalpflege Sachsen. Bei ehemaligen Kulturdenkmalen können die Objektnummern unbekannt sein und deshalb fehlen bzw. die Links von aus der Datenbank entfernten Objektnummern ins Leere führen. Ein ggf. vorhandenes Icon  führt zu den Angaben des Kulturdenkmals bei Wikidata.

## Leubnitz
| Bild                                    | Bezeichnung                                                          | Lage                                          | Datierung                         | Beschreibung | ID       |
| --------------------------------------- | -------------------------------------------------------------------- | --------------------------------------------- | --------------------------------- | --- | -------- |
| Weitere Bilder                          | Sachgesamtheit Werdauer Waldeisenbahn                                | (Karte)                                       | 1874                              | Gesamtheit der Bahnanlagen, darunter Gleis- und Signalanlagen, Bahnstationen und Brücken in der Stadt Werdau (OT Werdau, Leubnitz) sowie in der Gemeinde Langenbernsdorf (OT Langenbernsdorf, Trünzig) - davon gehören zum Teilabschnitt Werdau, OT Werdau: die Einzeldenkmale Stationsgebäude, Abortgebäude, Wagenkasten sowie Bahnsteig mit hölzerner Bahnsteigüberdachung und Bahnsteigbeleuchtung des Haltepunkts Werdau West (siehe Einzeldenkmaldokument – Objekt 09243455) und die Sachgesamtheitsteile Unterbau, Oberbau, Signalanlagen, Fernmeldeanlagen, Streckenkilometrierung sowie zwei Eisenbahnbrücken - wichtige Abfuhrstrecke für westsächsische Steinkohle nach Thüringen sowie für Seelingstädter Urankonzentrat in Richtung der UdSSR, damit die Region über die Landesgrenze hinaus stark prägend und wirtschaftsgeschichtlich, eisenbahngeschichtlich sowie regionalgeschichtlich von Bedeutung (siehe auch die Sachgesamtheitsbestandteildokumente im OT Leubnitz – Objekt 09305660 – sowie in Langenbernsdorf, OT Langenbernsdorf – Objekt 09305661 – und in Langenbernsdorf, OT Trünzig – Objekt 09305662). folgende Einzeldenkmale: - Teilabschnitt Werdau, OT Werdau: - Haltepunkt Werdau West (siehe Einzeldenkmaldokument – Objekt 09243455) - Teilabschnitt Langenbernsdorf, OT Langenbernsdorf: - Bahnhof Langenbernsdorf (siehe Einzeldenkmaldokument – Objekt 09305657) - Teilabschnitt Langenbernsdorf, OT Trünzig: - Bahnhof Trünzig (siehe Einzeldenkmaldokument – Objekt 09305658) Sachgesamtheitsteile: - Unterbau: Planum für eine zweigleisig projektierte Trassierung, Stützmauern an Geländeeinschnitten sowie mehrere Eisenbahnbrücken (siehe Beschreibung weiter unten) - Oberbau: Gleiskörper mit Haupt- und Nebengleisen sowie Weichen, heterogener Bestand mit hölzernen und Beton-Schwellen, letzte Erneuerungen Mitte der 1990er Jahre (am Abzweig von der Hauptstrecke Leipzig–Hof in Werdau lt. EFachwerkO-Angabe noch um 2000 erneuert) - Signalanlagen: elektrische Signale (die meisten Bahnhöfe der Strecke waren nur mit Einfahrsignalen ausgestattet, lediglich Werdau, Wünschendorf und Weida erhielten außerdem Ausfahrsignale), Pfeiftafeln und Schneepflugtafeln an Bahnübergängen (diese waren mit Ausnahme des Bahnhofs Langenbernsdorf unbeschrankt) - Streckenfernsprechleitung: hölzerne Telegrafenmasten mit Porzellanisolatoren an eisernen Querträgern (unterschiedliche Bauformen: Einzelmasten, Strebmasten), zum Teil mit Fernsprecherkästen oder Lautsprecher, Freileitungen ursprünglich aus nicht isolierten Drähten – für den bahneigenen Fernmelde- und Telefonbetrieb an nicht elektrifizierten Eisenbahnstrecken (heute überwiegend durch Mobilfunk – GSM-R – ersetzt), besonders an einspurigen Strecken zur Kommunikation zwischen Zügen und Bahnhöfen wichtig (ein Bahnfunkloch führte etwa 1995 zu einem Zugunglück auf der Strecke, bei dem bei Teichwolframsdorf zwei Züge aufeinanderprallten), inzwischen von Seltenheitswert und eisenbahn- wie auch technikgeschichtlicher Bedeutung - Streckenkilometrierung mittels sog. Hektometersteine: seitlich des Gleisbetts und rechtwinklig zum Gleis aufgestellte, in den Boden eingelassene Betonstelen mit eingegossener, schwarz eingefärbter Nummerierung, ursprünglich aus Stein gearbeitet, später aufgrund verhältnismäßig hoher Herstellungs- und Wartungskosten durch Blechtafeln an Pfosten oder Signalmasten bzw. nach Streckenelektrifizierung an Oberleitungsmasten ersetzt, heute damit nur noch auf nicht elektrifizierten Nebenstrecken im Einsatz, von Seltenheitswert und eisenbahngeschichtlicher Bedeutung. Eisenbahnbrücken: Im Streckenverlauf existieren v. a. auf thüringischer Seite einige bemerkenswerte (auch denkmalgeschützte) Kunstbauten, darunter drei Tunnelbauten und das Oschütztalviadukt von 1884, ein unter Leitung des u. a. für die Konstruktion des Blauen Wunders in Dresden bekannten Bauingenieurs Claus Köpke errichtetes Pendelpfeiler-Viadukt. Auf der sächsischen Seite waren keine großen Geländeeinschnitte zu überwinden und nur wenige Straßen kreuzten die Strecke nicht höhengleich, so etwa bei zwei Eisenbahnüberführungen auf dem Teilabschnitt zwischen Werdau Hauptbahnhof und Haltepunkt Werdau West im 1901 neu angelegten Gleisbogen westlich von Werdau. - Teilabschnitt Werdau, OT Werdau: - Eisenbahnbrücke über die Kantstraße/Straße zum Westbahnhof, Streckenkilometer 1,676: Betonbogenbrücke, 27 m lang, 6,3 m hoch, Baujahr 1938, ersetzte vmtl. ältere Brückenkonstruktion, straßenbildprägend und eisenbahn- sowie baugeschichtlich von Bedeutung. - Eisenbahnbrücke über die Stadtgutstraße, Streckenkilometer 1,485, Natursteinbogenbrücke, im Kern vmtl. von 1901, mit südlicher Erweiterung von 1938 (Betonbogenkonstruktion) und Betonverblendung an der nördlichen Stirnseite, 25,4 m lang, 6 m hoch, Verbreiterung zeugt vom teilweisen Ausbau der Strecke zur zweigleisigen Hauptbahn zwischen 1937 und 1939, straßenbildprägend und eisenbahn- sowie baugeschichtlich von Bedeutung. - Teilabschnitt Langenbernsdorf, OT Langenbernsdorf: - Eisenbahnüberführung zwischen den Bahnhöfen Langenbernsdorf und Teichwolframsdorf, um 1938 als Betonbalkenbrücke errichtet, erhielt um 1995 eine neue Stahlbetonplatte (Walzträger in Beton), Widerlager und seitliche Flügelmauern aus gespitztem Beton, Ansichtsflächen der Fahrbahnplatte sowie der die Flügelmauern abschließenden Platten kannelurartig ausgearbeitet. Straßenüberführung: - Teilabschnitt Langenbernsdorf, OT Trünzig: - Straßenbrücke über die Eisenbahnstrecke nach dem Haltepunkt Trünzig, überführt die „Hohe Straße“ von Langenbernsdorf nach Wolframsdorf, vmtl. im Zuge des Streckenbaus errichtet, in den 1930er Jahren im Zuge der projektierten, aber nie durchgeführten Elektrifizierung der Strecke erhöht, um die Lichthöhe an den größeren Platzbedarf von Oberleitungen anzupassen (lt. Aussage EFachwerkO), Betonbalkenbrücke, Flügelmauern gänzlich aus Schichtmauerwerk, Widerlager in den unteren 3/4 ebenfalls in Schichtmauerwerk mit Eckquaderung aus bossierten Porphyr-Werksteinen, darüber gespitzter Beton, an den Kanten scharriert, Ansichtsflächen der Fahrbahnplatte kannelurartig strukturiert. Zur Geschichte der Strecke: Teil der Eisenbahnstrecke Bahnstrecke Werdau–Mehltheuer, verläuft auf sächsischem sowie thüringischem Gebiet, regelspurige Nebenbahn – letzter großer Bau einer Regelspurbahn im westsächsischen Raum. Eisenbahnstrecke Leipzig–Werdau–Hof (Streckenkürzel WM) zwischen 1842 und 1851 als eine der ersten Fernbahnen Deutschlands schrittweise in Betrieb genommen, 1845 Inbetriebnahme der Abschnitte Crimmitschau–Werdau u. Werdau–Zwickau (Abzweig von der Hauptstrecke zur verkehrsmäßigen Erschließung der Zwickauer Steinkohlengruben), seit den 1860er Jahren Diskussionen zur Erbauung einer weiteren Eisenbahnstreckenanbindung für Werdau, 1872 Gründung der „Sächsisch-Thüringischen Ostwestbahnactiengesellschaft“ mit der Konzession zum Bau einer zweigleisigen Strecken von Werdau nach Weida (sollte den Transport des Zwickauer Steinkohlenkokses zu dem seit 1872 bestehenden thüringischen Eisenhüttenwerk, der Maximilianhütte, erleichtern und darüber hinaus den forstwirtschaftlich genutzten Werdauer Wald erschließen), Baubeginn des Streckenabschnitts Werdau–Weida 1874, Eröffnung 1876, seit 1882 Eigentum der Königlich-Sächsischen Staatseisenbahnen (1884 als Sekundärbahn eingestuft), diente vorrangig dem Güterverkehr, Seelingstädt und Teichwolframsdorf (bis zum Zweiten Weltkrieg beliebter Ausflugspunkt für Ausflügler aus Werdau und Umgebung) zunächst einzige Zustiegspunkte entlang der neuen Strecke, später Einrichtung weiterer Bahnhöfe/Haltepunkte (auf sächsischer Seite: 1884 Langenbernsdorf, 1916 Werdau West, 1952 Trünzig), Anstieg des überwiegend lokalen Personenverkehrs auf der Strecke, 1898–1901 neue Ausfahrt aus dem Werdauer Bahnhof in nördlicher Richtung mit Überbrückung der Leipziger Strecke (zuvor südliche Streckenführung über Leubnitzer Flur, Bahndamm hier noch teilweise erhalten). Betrieb als eingleisige Nebenbahn, obwohl der Unterbau für zweigleisigen Betrieb trassiert ist, ab 1899 zweigleisiger Ausbau des Teilstücks Gauern–Endschütz (Thüringen), 1937/38 Beginn des Ausbaus der Strecke für den durchgehend zweigleisigen Verkehr (Fläche bereits von Anfang an im Eigentum der Eisenbahn, jedoch fehlte das notwendige Planum, ebenso mussten Brücken verbreitert werden – vgl. Reuß o. J, S. 7, Merkel 1977, S. 33), Zweigleisigkeit konnte aufgrund der Kriegsvorbereitungen allerdings nicht mehr komplett hergestellt werden, 1947 Abbau des vorhandenen zweiten Gleises als Reparationsleistung, seitdem eingleisig, ab 1949 Uranerzbergbau (Tagebau) im Raum Seelingstädt durch die SDAG Wismut – großer Anstieg im Verkehrsaufkommen der Strecke: zunächst Transport der Gesteinsmassen zur Wäsche nach Crossen (bei Zwickau), mit der Inbetriebnahme des Erzaufbereitungsbetriebs 102 in Seelingstädt 1961 Transport von Urankonzentrat in Richtung UdSSR, in den 1960er Jahren Schließung der Güterabfertigungsstellen Endschütz, Teichwolframsdorf und Langenbernsdorf für den öffentlichen Güterverkehr, lediglich Endbahnhöfe sowie Seelingstädt und Wünschendorf weiterhin als Gbhf aktiv, zudem Rückgang des Personentransports auf der Strecke mit dem Aufkommen des motorisierten lokalen Personennahverkehrs, weiterhin Nutzung der Strecke als kürzeste Verbindung zwischen Zwickau und Gera für Reisezüge (Umleitungsstrecke für die Hauptbahn Gößnitz–Gera) sowie für die Wismut-Transporte – noch in den 1970er Jahren täglich knapp 60 Züge, daher 1975 Erneuerung der Nebenstrecke, mit dem Erliegen des Uranerzbergbaus nach der Wende schließlich massiver Rückgang des Verkehrsaufkommens auf der Strecke, 1997 Einstellung des Personenverkehrs und 1999 des Güterverkehrs. | 09305659 |
| Direkt Bild zu diesem Denkmal hochladen | Werdauer Waldeisenbahn - Abschnitt Leubnitz (Werdau), Sachgesamtheit | (Karte)                                       | 1874                              | Sachgesamtheitsbestandteil Werdauer Waldeisenbahn mit ihren Bahnanlagen, darunter Gleis- und Signalanlagen, Bahnstationen und Brücken in der Stadt Werdau (OT Werdau, Leubnitz) sowie in der Gemeinde Langenbernsdorf (OT Langenbernsdorf, Trünzig), davon gehören zum Teilabschnitt Werdau, OT Leubnitz: die Sachgesamtheitsteile Unterbau, Oberbau, Signalanlagen, Fernmeldeanlagen und Streckenkilometrierung des Abschnitts nördlich der Ortslage Leubnitz bis Werdauer Wald. | 09305660 |
| Direkt Bild zu diesem Denkmal hochladen | Villa                                                                | Friedrich-Engels-Straße 3a (Karte)            | um 1918                           | Fabrikantenvilla; repräsentativ in guter architektonischer Qualität mit repräsentativem Eingangsbereich, im Reformstil der Zeit um 1910, baugeschichtlich von Bedeutung; Fabrikant Zacher Hupfer, heute Mutter-Kind-Haus der Kinderarche Sachsen e. V. im Diakonischen Werk der Evangelische-Luth. Landeskirche Sachsens, repräsentatives Gebäude in guter architektonischer Qualität mit repräsentativem Eingangsbereich, reicher Fassadengliederung, zeittypische Ornamentik, Bleiglasfenster im Treppenhaus, Treppenaufgang mehrfarbiger Marmor, Turm über zwei Geschosse mit starkem Gesims, Glockendach, Erker, neobarocke Formen, teilweise originale Innenausstattung wie Stuckdecken und Holztäfelung, Eigentümer Kinderarche Sachsen e. V. Diakonie. | 09243540 |
| Direkt Bild zu diesem Denkmal hochladen | Mietshaus                                                            | Karl-Marx-Straße 4 (Karte)                    | 1906                              | Mietshaus in halboffener Bebauung; zeittypische, architektonisch schlichte Gestaltung in gutem Originalzustand, Jugendstilanklänge, Teil einer geschlossenen Straßenzeile, dreigeschossig, leicht hervortretender Mittelrisalit, Frontgiebel über drei Achsen, Putznutung, Jugendstilverzierungen, Fenster teilweise original mit Sprossengliederung der Oberlichter, Teil eines Bauensembles in gleicher Gestaltung. | 09243833 |
| Direkt Bild zu diesem Denkmal hochladen | Mietshaus                                                            | Karl-Marx-Straße 6 (Karte)                    | 1907                              | zeittypisches Mietshaus in geschlossener Bebauung mit Einfriedung; mit schlichter architektonischer Gestaltung in gutem Originalzustand, Jugendstilanklänge, Teil einer geschlossenen Straßenzeile, dreigeschossig, fünf Achsen, leicht vortretender Mittelrisalit, Frontgiebelfenster verändert und Rundfenster, über Haustür Sonnenmotiv, Putznutung, Jugendstilornamentik, Fenster mit Sprossengliederung der Oberlichter, Haustür original, Beispiel dieser Bauzeit in Leubnitz. | 09243834 |
| Weitere Bilder                          | Viadukt Leubnitz                                                     | Leubnitzer Hauptstraße (Karte)                | 1844–1845                         | Eisenbahnviadukt; erstes großes Ingenieurbauwerk der Strecke, Vorbildbauwerk für die Göltzschtalbrücke, trotz baulicher Veränderungen von baugeschichtlicher und eisenbahngeschichtlicher Bedeutung, zudem bildprägend für das östlich gelegene Stadtgebiet (städtebauliche Wirkung der Westseite durch den parallelen Straßenbrückenneubau aufgehoben). Viadukt 1844/45 errichtet im Zuge des Streckenbaus zwischen Leipzig (Anfangspunkt am Bayerischen Bahnhof) und Hof über Altenburg, Werdau, Reichenbach/Vogtland und Plauen (schrittweise Inbetriebnahme der Strecke zwischen 1842 und 1851), wichtige Hauptbahn in Sachsen, Thüringen und Bayern (Streckenkürzel LH), ursprünglich erbaut und betrieben von der Sächsisch-Bayerischen Eisenbahn-Compagnie, ab 1847 Eigentum des Königreichs Sachsen, weiterer Betrieb als Sächsisch-Bayerische Staatseisenbahn, ab Werdau erforderte die Streckenführung durch verschiedene Flusstäler die Errichtung mehrerer großer Brückenbauwerke, darunter das Leubnitzer Viadukt: zweigleisige Gewölbebrücke mit 15 Steinbögen aus Ziegel- und Naturmauerwerk, Länge 171,32 m, Höhe 23,5 m, diente Vorbild für die wesentlich größere Göltzschtalbrücke, der Entwurf des Leubnitzer Viaduktes stammte vom Dresdner Professor Johann Andreas Schubert (1808–1870), der auch aufgrund der hiermit gesammelten Erfahrungen den Entwurf sowie die statischen Berechnungen zur Göltzschtalbrücke anfertigte, für die Bauausführung zeichnete sich Militäringenieur Robert Wilke (1804–1889) verantwortlich, dem anschließend auch die Ausführungsplanung und Oberbauleitung für die Göltzschtalbrücke oblagen, Brückenbauwerk hauptsächlich aus Ziegelmauerwerk (Leubnitzer Ziegel, kostengünstiger Baustoff aufgrund der großen regionalen Lehmvorkommen, mit Brückenbau Entstehung mehrerer Großziegeleien, die nicht nur die Ziegel für das vorliegende Viadukt, sondern auch für die Göltzschtalbrücke brannten), Brückenpfeiler durch Natursteinsockel und -bänder gestaltet, Bogenränder vorspringend, über den mittleren Pfeilern Zwickelmedaillons mit Ziegelausmauerung (ursprünglich Entwässerungsöffnungen), diese von seitlichen Betonkonsolen der nachträglich aufgesetzten Betonwanne größtenteils überdeckt. | 09243830 |
| Direkt Bild zu diesem Denkmal hochladen | Mietshaus                                                            | Leubnitzer Hauptstraße 6 (Karte)              | um 1900                           | Mietshaus in halboffener Bebauung; architektonisch qualitätvolles gründerzeitliches Mietshaus in gutem Originalzustand mit ortsbildprägender Wirkung, dreigeschossig, sieben Achsen, Frontgiebel über drei Achsen, kräftiges Gesims, Traufgesims mit Fries Deutsches Band, Klinkerfassade, roter Klinker, mit gelbem Klinker verziert – Bänder, Sockel Klinker, originale Fenster, Haustür original, wichtig wegen dominanter Lage an Einfahrtsstraße nach Leubnitz und gutem Originalzustand sowie architektonischer Qualität. | 09243835 |
| Direkt Bild zu diesem Denkmal hochladen | Mietshaus                                                            | Leubnitzer Hauptstraße 8 (Karte)              | um 1900                           | Mietshaus in halboffener Bebauung; zeittypisches gründerzeitliches Mietshaus mit aufwendiger architektonischer Gestaltung in gutem Originalzustand mit ortsbildprägender Wirkung, zweigeschossig, zwei Seitenrisalite, Dreiecksgiebelchen im Erdgeschoss als Fensterverdachung, Eckquaderung, roter Klinker, Sockel heute verputzt, Satteldach mit Frontgiebeln, aufwendige Gestaltung, Blenden für Rollläden im Erdgeschoss mit schönen Verzierungen, originalem Tor, schöne Giebelseite, Treppe mit schmiedeeisernem Geländer, Eingang mit Dreiecksgiebeln, im 1. Obergeschoss auch waagrechte Fensterverdachung, Balkon, qualitätvollstes Gebäude dieses Straßenabschnittes. | 09243836 |
| Direkt Bild zu diesem Denkmal hochladen | Wohn- und Kontorgebäude                                              | Leubnitzer Hauptstraße 18 (Karte)             | um 1870                           | Wohnhaus oder Wohn- und Kontorgebäude; zeittypisch in qualitätvoller architektonischer Gestaltung in gutem Originalzustand mit ortsbildprägender Wirkung, zweigeschossig, Putzfassade, Überschlagsgesims, reiche Fassadengliederung mit Lisenen, Gesimsen, Rundbogenfries am Traufgesims und am Giebeldreieck, Rundfenster am Giebel, französischer Balkon, auch Innenausstattung original. | 09243837 |
| Direkt Bild zu diesem Denkmal hochladen | Wohnhaus mit Seitengebäude und Torbogen                              | Leubnitzer Hauptstraße 23 (Karte)             | bez. 1881                         | Wohnhaus, Seitengebäude und Torbogen eines Vierseithofes; zeittypisches Bauerngehöft des ausgehenden 19. Jahrhunderts in gutem Originalzustand, baugeschichtlich von Bedeutung. - Wohnhaus: 1881, Putznutung im Erdgeschoss, Putzquaderung, starkes Gesims, waagrechte Fensterverdachung im 1. Obergeschoss, Fensterläden mit Jalousie im Erdgeschoss, an Hofseite noch Blenden für Rollläden, Satteldach, stark profilierte, gut erhaltene Fassade, teilweise Polygonmauerwerk am Sockel, Klinker - Seitengebäude: gleiche Gestaltung, verputzt, zweigeschossig, kräftiges Gesims, Torbogen mit Schlussstein, im Wohnhaus ehemals Kuhstall, teilweise Fenster zugesetzt, als Fenster gemalt, am Giebel datiert. | 09243832 |
| Direkt Bild zu diesem Denkmal hochladen | Mietshaus                                                            | Leubnitzer Hauptstraße 26 (Karte)             | um 1905                           | Mietshaus in ehemals geschlossener Bebauung; architektonisch qualitätvoll gestaltetes Mietshaus in gutem Originalzustand, mit ortsbildprägender Wirkung und Jugendstilornamentik, dreigeschossig, sechs Achsen, Zwerchgiebel über zwei Achsen, im Erdgeschoss entstellende Fenstereinbauten, vereinfachte Eingangstür, im Erdgeschoss Putznutung, im Erdgeschoss ursprünglich vermutlich gewerbliche Nutzung, Gesims, Lisenen mit dreieckigem Querschnitt, geschweifte Dreiecksgiebelchen im 1. Obergeschoss, orig. Fenster in Obergeschossen, Putzfassade, ockerfarben, Sonnenmotive, Jugendstilornamentik, diese Fassadengestaltung in dieser Hauslandschaft selten anzutreffen. | 09243838 |
| Direkt Bild zu diesem Denkmal hochladen | Wohnhaus                                                             | Leubnitzer Hauptstraße 27 (Karte)             | um 1895                           | Wohnhaus in offener Bebauung; architektonisch aufwendig gestaltetes, gründerzeitliches Wohnhaus in gutem Originalzustand mit großer Bedeutung für das Ortsbild, eingeschossig, Mittelrisalit über zwei Achsen, Frontgiebel, verziert, über Fenstern am Mittelrisalit ornamentale Verzierungen, Kartusche, Fenster original erhalten, Putznutung, Gesimsband, Polygonmauerwerk Sockel, Giebel leicht verändert, gute architektonische Qualität | 09243831 |
| Direkt Bild zu diesem Denkmal hochladen | Mietshaus                                                            | Leubnitzer Hauptstraße 28 (Karte)             | bez. 1899                         | Mietshaus in geschlossener Bebauung; zeittypisches Mietshaus mit qualitätvoller architektonischer Gestaltung in gutem Originalzustand, dreigeschossig, fünf Achsen, gelber Klinker, gegliedert durch Putzflächen und Beton-Zierelemente, originale Fenster teilweise erhalten, Haustür vereinfacht, Werksteinsockel, am Frontgiebel datiert 1899. | 09243839 |
| Direkt Bild zu diesem Denkmal hochladen | Mietshaus                                                            | Leubnitzer Hauptstraße 30 (Karte)             | 1899                              | Mietshaus in geschlossener Bebauung; zeittypisches, architektonisch qualitätvoll gestaltetes Mietshaus mit schöner Haustür in sehr gutem Originalzustand, dreigeschossig, fünf Achsen, gelber Klinker, kräftiges Gesims, waagrechte Fensterverdachung und Dreiecksgiebelchen, Zwerchgiebel über zwei Achsen, sehr schöne Haustür, sehr guter Originalzustand, Tür zweiflüglig mit Oberlicht und Gittern, Fenster original. | 09243840 |
| Direkt Bild zu diesem Denkmal hochladen | Mietshaus                                                            | Leubnitzer Hauptstraße 32 (Karte)             | um 1895                           | Mietshaus in Ecklage in geschlossener Bebauung; zeittypisches, architektonisch qualitätvoll gestaltetes Mietshaus in gutem Originalzustand mit ortsbildprägender Wirkung, waagrechte Fensterverdachungen und Dreiecksgiebelchen, Ecklisenen rustiziert, ornamentale Verzierungen über Fenstern, Ecke polygonal, Eingänge in beiden Straßen, teilweise originale Gitter, im Erdgeschoss Rundbogenfenster und -türen, durch Ecklage wichtig für Ortsbild, Gitter teilweise erneuert, Fenster erneuert. | 09243841 |
| Direkt Bild zu diesem Denkmal hochladen | Mietshaus                                                            | Leubnitzer Hauptstraße 48 (Karte)             | bez. 1896                         | aufwendig gestaltetes Mietshaus in halboffener Bebauung; mit rückwärtigem Anbau; vom Zeittyp Historismusbau, in gutem Originalzustand, von baugeschichtlicher, stadtgeschichtlicher und städtebaulicher Bedeutung. Dreigeschossiger verputzter Ziegelbau, vier Achsen, an der Giebelseite dreiachsig, Haustür rechtsseitig, an der Traufseite: zweiflüglige Haustür mit Dreiecksgiebelchen und Ziervergitterung, Oberlicht verändert, ansonsten die Tür original aus der Erbauungszeit, Sockel Polygonmauerwerk, zeitweise mit Laden, heute zugesetzt (Bäckerei): Das Erdgeschoss verziert durch Putznutung, die teilweise schadhaft ist. Umlaufendes Gurtgesims mit Ziegel und Putz, beide Obergeschosse ebenfalls getrennt durch umlaufendes Gurtgesims, die Fenster geschmückt durch waagerechte Fensterverdachung, Fensterbrüstungen gestalterisch betont, Satteldach, drei Gaupen, die Giebelseite aufwendiger geschmückt, allerdings schadhaft im Putz. Im Erdgeschoss an der Giebelseite ebenfalls Putznutung, die Fenster mit einer Art Schlussstein bekrönt. Im 1. Obergeschoss giebelseitig zwei Fenster, eins davon als gebundenes Fenster, beide mit waagerechter Fensterverdachung. Die Fensterverdachung durch volutenartige Kragsteine gestützt. Zwischen diesen Fenstern eine Art Wappen mit Datierung bezeichnet 1896. Obergeschoss giebelseitig mit drei Fenstern, das eine zugesetzt, Giebeldreieck ebenfalls ein gebundenes Fenster: ein Drillingsfenster, der mittlere Teil ist allerdings zugesetzt oder war schon immer so, bekrönt durch ein waagerechtes Gebälk und den Segmentbogen, ebenfalls im Bogenfeld wappenartige Verzierung mit Initialen. Die Fenster aus der Erbauungszeit sind größtenteils erhalten geblieben, alle mit einem kannelierten Setzholz. Auf der Hausrückseite ein Zwerchhaus mit Satteldach, ansonsten einfache schlichte einzelnstehende Gaupen. Im rechten Winkel angebaut, ein Flügelbau, zweigeschossig mit der gleichen Putzgliederung, alles Ziegelmauerwerk. Im Erdgeschoss des Anbaus ehemalige Bäckerei, darauf recht schadhafter Schornstein. Das äußere Erscheinungsbild des Hauses ist original erhalten, es steht in einer Straße, die den dörflichen Teil von Leubnitz mit dem städtischen Teil verbindet, der dann letztendlich mit Werdau zusammengewachsen ist, unterhalb des großen Viaduktes von Leubnitz – Beispiel der Verstädterung infolge Industrialisierung im 19. Jh. Hat daher stadtgeschichtlichen Wert, vor allen Dingen sind die Häuser aus dieser Bauzeit im gleichen Straßenzug doch schon stärker überformt und verändert, so dass dieses Haus allein diesen Dokumentationswert besitzt, ansonsten ist noch baugeschichtlicher Wert als original erhaltenes Bauwerk aus dieser Bauzeit, was sowohl Auskunft gibt über die architektonisch übliche Gestaltung als auch über Verwendung von Baumaterialien und Handwerkskunst. Die Hausrückseite ist schlicht, einfacher Putz ohne irgendwelche Gestaltungselemente, die Seitengebäude, die Hintergebäude und die Trennmauer zum Nachbargrundstück ohne Denkmalwert. Der Seitenflügel ist auf der Hofseite sehr schlicht, weist geringen Denkmalwert auf. Ursprünglich im Besitz eines Ziegeleibesitzers. Innen: Keller original aus der Erbauungszeit, mit preußischem Kappengewölbe. Sehr flach, Hausflur mit Zwischentür zweiflüglig mit Glasnutzung, die alten Wohnungs- und Zimmertüren sind größtenteils erhalten, einfaches Treppenhaus und Bleiglasfenster, mit Holzhandlauf, Steintreppe, Treppenabsätze, schlichte Fliesen aus der Erbauungszeit, die Wohnungstüren erhalten, außer im Erdgeschoss, da hier nachträglich Laden eingebaut wurde. Im 2. Obergeschoss aufwendig geschmückte Zimmertüren mit waagerechter Verdachung und geschnitzten Drachen sowie Würfelfries, Wohnungstüren mit Glaseinsätzen (Vasendarstellung). Pro Etage eine Wohnung, im Treppenhaus Gurtbögen, am Kämpfer Kopfdarstellung. | 09243829 |
| Weitere Bilder                          | Wohnhaus                                                             | Leubnitzer Hauptstraße 54 (Karte)             | um 1900                           | Wohnhaus in offener Bebauung; architektonisch qualitätvoll gestaltetes Gebäude mit zeittypischem Zierrat mit ortsbildprägender Wirkung neben Viadukt Leubnitz, annähernd quadratischer Grundriss, zweigeschossig, sechs Achsen, im Obergeschoss leicht hervorspringend mit Bossenquaderung an Ecken, Ladentür und ehemalige Haustür zugesetzt, roter Klinker mit Polygonsockel, Einfassung Fenster mit rotgefärbten Betonquadern, schöne, kielbogenartig geschweifte Fenstergewände, Rundstab, Frontgiebel mit gebundenem Fenster und Rundbogenfenster, dort Überschlaggesims, vier Gauben mit Schwebegiebeln, architektonische Gestaltung erhalten, Plastefenster und Plastetüren entstellend, rückführbar, Anbau an Rückseite, umlaufendes Gesims. | 09243524 |
| Direkt Bild zu diesem Denkmal hochladen | Zwei Seitengebäude                                                   | Leubnitzer Hauptstraße 72 (Karte)             | um 1800                           | Zwei Seitengebäude eines Vierseithofes; landschaftstypische, original erhaltene Wirtschaftsgebäude eines Bauernhofes mit Durchfahrt, Fachwerkbauten, beide mit Tordurchfahrt, straßenseitige Gebäude: Fachwerk-Obergeschoss, Erdgeschoss massiv, Durchfahrt, Tür im Obergeschoss, Satteldach, 2. Seitengebäude: Stall Erdgeschoss, Erdgeschoss massiv, Durchfahrt, Fachwerk-Obergeschoss, Bergeraum im Obergeschoss, Tür dort, Satteldach. | 09243525 |
| Direkt Bild zu diesem Denkmal hochladen | Mietshaus                                                            | Leubnitzer Hauptstraße 82 (Karte)             | um 1900                           | Mietshaus in Ecklage; mit Laden, aufwendig gestaltetes, zeittypisches Mietshaus in gutem Originalzustand, dreigeschossig, polygonale Eckgestaltung, Risalit an Ecke, Sockel Polygonmauerwerk aus Porphyr, Klinkerfassade, umlaufendes Gesims, in Fensterbrüstungen Obergeschoss figuraler und ornamentaler Schmuck in Putzstuck, Dreiecksgiebelchen in Tympana verziert. | 09243527 |
| Direkt Bild zu diesem Denkmal hochladen | Mietshauszeile                                                       | Leubnitzer Schillerstraße 6; 8; 10 (Karte)    | um 1910                           | zeittypische Mietshauszeile bestehend aus drei Mietshäusern; mit original erhaltenem Zierrat, gleiche Gestaltung, Putzfassade, zwei seitliche Gebäude mit angedeutetem Mittelrisalit und Frontgiebel, Lisenen, Mittelbau mit rundbogigem Eingang in Mittelachse, zweiflügelige Tür mit Oberlicht, Eingang betont durch Putzstuckornamentik, Fenster mit Sprossenteilung der Oberlichter, Fensterbrüstungen mit Putzstuckornamentik, Nummer 10 Eckbau, alle Gebäude zweigeschossig, Nummer 6 – Flurstück 70, Nummer 8 – Flurstück 69, Nummer 10 – Flurstück 68. | 09243526 |
| Direkt Bild zu diesem Denkmal hochladen | Drei Doppelwohnhäuser                                                | Neudeck 1; 2; 3; 4; 5; 6 (Karte)              | 1920                              | Drei Doppelwohnhäuser der ehemaligen Waldarbeitersiedlung Neudeck (am Südrand des Werdauer Wald nahe der Grenze zu Thüringen gelegen, Zufahrt über Lagweg, Teichwolframsdorf oder Albert-Steinbach-Straße, Reudnitz); ortshistorisch und sozialgeschichtlich von Bedeutung, Anwendung der Lehmbauweise, Erdgeschossumfassungen und balkentragende Längsmittelwände der Wohngebäude sind in Lehmstampfbau in voller Geschossschalung hergestellt. Die Fachwerkwände wurden mit an Ort und Stelle hergestellten Lehmziegeln ausgesetzt. Hausnummer 1–2 Flurstücksnummer 1264/1, Hausnummer 3–4 Flurstücksnummer 1264/2, Hausnummer 5 Flurstücksnummer 1264/3, Hausnummer 6 Flurstücksnummer 1264/4. | 09299994 |
| Direkt Bild zu diesem Denkmal hochladen | Wohnhaus                                                             | Parkstraße 20 (Karte)                         | 1. Drittel 20. Jh.                | Wohnhaus in halboffener Bebauung; repräsentatives Einfamilienhaus des beginnenden 20. Jahrhunderts mit zeittypischem Zierrat, baugeschichtlich von Bedeutung, Volutengiebel, Putzfassade, großes Eingangsportal mit Lisenen und Verzierungen, bekrönt mit Fruchtschalen, zweiflüglige Tür mit Oberlicht, Ziergitter, Erker im 1. Obergeschoss halbrund hervortretend, Gesims, Werksteinsockel, Giebel in seiner Wirkung dominant, Architektur mittlere Qualität. | 09243528 |
|                                         | Herrenhaus (ehem.)                                                   | Rathausstraße 1 (Karte)                       | 1794                              | Schloss eines Rittergutes (ehemaliges Herrenhaus, später Gemeindeverwaltung) und umgebender Park; architektonisch bedeutendes Gebäude in ausgezeichnetem Originalzustand mit großer Bedeutung für das Ortsbild, zweigeschossiger Rechteckbau mit zarter Pilastergliederung, Mansarddach, im Inneren mehrere stuckierte Räume, bemerkenswert fünfachsiger Saal mit prächtiger klassizistischer Wandgliederung, farbigem Stuckmarmor, zwei schlichte Öfen, regelmäßiger Bau mit runden Ecktürmen, Quaderung und Diamantschnitt, Lisenen mit Quaderung, in Mitte hervorkragender Balkon, Volutengiebel, Sockelbereich Putznutung, Zugang ursprünglich über Brücke mit Balustrade. | 09243531 |
| Weitere Bilder                          | Friedhof Leubnitz, Sachgesamtheit                                    | Schulstraße (Karte)                           | 19. Jh.                           | Sachgesamtheit Friedhof Leubnitz, mit folgenden Einzeldenkmalen (siehe Obj. 09243523): Feierhalle und Gebäude der Friedhofsverwaltung, Kriegerdenkmal für die Gefallenen des Ersten Weltkrieges sowie Rundtempel des Erbbegräbnis Ebert sowie Sachgesamtheitsteil: Friedhof mit altem Baumbestandbaugeschichtlich und ortsgeschichtlich von Bedeutung, Gründerzeitgebäude. - Erbbegräbnis der Familie F. Ebert, Rittergutsbesitzer mit dazugehörender Einfriedung und Rundtempel - Karl Friedrich Ebert: Markscheider, Bergwerks- und Rittergutsbesitzer auf Leubnitz, gest. 1889 - Zaun mit Jugendstilgestaltung (Flurstück Grabstätte Ebert: 291) - Feierhalle: Klinker, Bleiglasfenster, spitzbogige Eingangsportal, Nischen, Lisenen aus Klinker, umlaufender Fries am Traufgesims, Dreipassfenster im Giebel, an Seiten spitzbogige Fenster - Verwaltungsgebäude: Polygonmauerwerk, Porphyr, Klinker, rot, eingeschossig, Satteldach - Friedhof mit altem Baumbestand | 09303088 |
| Weitere Bilder                          | Friedhof Leubnitz, Einzeldenkmale                                    | Schulstraße (Karte)                           | gest. 1889 (Karl Friedrich Ebert) | Einzeldenkmale der Sachgesamtheit Friedhof Leubnitz: Feierhalle und Gebäude der Friedhofsverwaltung, Kriegerdenkmal für die Gefallenen des Ersten Weltkrieges sowie Rundtempel des Erbbegräbnisses Ebert (siehe auch Obj. 09303088); baugeschichtlich und ortsgeschichtlich von Bedeutung, Gründerzeitgebäude. Erbbegräbnis der Familie F. Ebert, Rittergutsbesitzer mit dazugehörender Einfriedung und Rundtempel, Karl Friedrich Ebert: Markscheider, Bergwerks- und Rittergutsbesitzer auf Leubnitz, gest. 1889, Zaun mit Jugendstilgestaltung (Flurstück Grabstätte Ebert: 291), Feierhalle: Klinker, Bleiglasfenster, spitzbogige Eingangsportal, Nischen, Lisenen aus Klinker, umlaufender Fries am Traufgesims, Dreipassfenster im Giebel, an Seiten spitzbogige Fenster, Friedhof mit altem Baumbestand, Verwaltungsgebäude: Polygonmauerwerk, Porphyr, Klinker, rot, eingeschossig, Satteldach. | 09243523 |
| Direkt Bild zu diesem Denkmal hochladen | Torweg-Siedlung, Sachgesamtheit                                      | Torweg 2; 3; 4; 5; 6; 7; 8; 9; 10; 11 (Karte) | um 1930/1935                      | Sachgesamtheit Torweg-Siedlung, mit folgenden Einzeldenkmalen: neun Wohnhäusern (darunter ein Doppelwohnhaus) (siehe Einzeldenkmaldokument Obj. 09243541) und als Sachgesamtheitsteil der gärtnerisch gestaltete Siedlungsplatz; platzartig angeordnete Häusergruppe in gutem Originalzustand, typisches Beispiel der Gartenstadtbewegung, alle Gebäude in gleicher Gestaltung mit Seitenrisaliten, Putzfassaden, umlaufenden Gesimsen, Putznutung, Architekturelemente porphyrfarben abgehoben, ursprünglich Biberschwanzdeckung, Zwischenbauten, Edelputz, Fensterläden, Häuser gestalterisch variiert, zur Siedlung gehören noch mehr Gebäude in ursprünglich gleicher Gestaltung, Beispiel der Gartenstadtbewegung, Gebäude wurden durch Sanierungsarbeiten 1994 im Erscheinungsbild beeinträchtigt, bestehend aus: - Nummer 2 – Flurstück 289c - Nummer 3, Nummer 11 – Flurstück 289b - Nummer 4 – Flurstück 289e - Nummer 5, Nummer 9 – Flurstück 289d - Nummer 6 – Flurstück 289f - Nummer 7 – Flurstück 289g - Nummer 8 – Flurstück 289h - Nummer 10 – Flurstück 289i | 09303089 |
| Direkt Bild zu diesem Denkmal hochladen | Torweg-Siedlung, Einzeldenkmale                                      | Torweg 2; 3; 4; 5; 6; 7; 8; 9; 10; 11 (Karte) | um 1930/1935                      | Einzeldenkmale der Sachgesamtheit Torweg-Siedlung: neun Wohnhäuser, darunter ein Doppelwohnhaus (siehe auch Sachgesamtheitsdokument Obj. 09303089); platzartig angeordnete Häusergruppe in gutem Originalzustand, typisches Beispiel der Gartenstadtbewegung, alle Gebäude in gleicher Gestaltung mit Seitenrisaliten, Putzfassaden, umlaufenden Gesimsen, Putznutung, Architekturelemente porphyrfarben abgehoben, ursprünglich Biberschwanzdeckung, Zwischenbauten, Edelputz, Fensterläden, Häuser gestalterisch variiert, zur Siedlung gehören noch mehr Gebäude in ursprünglich gleicher Gestaltung, Beispiel der Gartenstadtbewegung, Gebäude durch Sanierungsarbeiten 1994 im Erscheinungsbild beeinträchtigt, bestehend aus Nummer 2 – Flurstück 289c, Nummer 3 – Flurstück 289b, Nummer 4 – Flurstück 289e, Nummer 5 – Flurstück 289d, Nummer 6 – Flurstück 289f, Nummer 7 – Flurstück 289g, Nummer 8 – Flurstück 289h, Nummer 9 – Flurstück 289d, Nummer 10 – Flurstück 289i, Nummer 11 – Flurstück 289b | 09243541 |
| Direkt Bild zu diesem Denkmal hochladen | Neubauernhaus                                                        | Waldsiedlungsstraße 11; 11a (Karte)           | nach 1945                         | zeittypisches Neubauernhaus (heute mit zwei Hausnummern) in gutem Originalzustand, Satteldach, Gestaltung wie benachbarten Häusern, guter Originalbestand. | 09243824 |
| Direkt Bild zu diesem Denkmal hochladen | Neubauernhaus                                                        | Waldsiedlungsstraße 14 (Karte)                | nach 1945                         | erstes Neubauerngehöft in Lehmbauweise im ehemaligen Landkreis Werdau, Stampflehm, Satteldach, Garageneinbau im Stallbereich, recht gut erhaltener Neubauernhof, veränderte Dachdeckung, Atelierfenster. | 09243822 |
| Direkt Bild zu diesem Denkmal hochladen | Neubauernhaus                                                        | Waldsiedlungsstraße 16 (Karte)                | nach 1945                         | zeittypisches Neubauernhaus in ausgezeichnetem Originalzustand, Satteldach, längsrechteckiger Grundriss, Holztor, Wirtschaftsteil Fachwerk mit Fachwerkdrempel. | 09243823 |
| Direkt Bild zu diesem Denkmal hochladen | Neubauernhaus                                                        | Waldsiedlungsstraße 17 (Karte)                | nach 1945                         | zeittypisches, modernisiertes Neubauernhaus (ehemals Gaststätte und Wohnhaus), moderne Falzziegel als Dachdeckung, neue Gauben, stärker modernisiert, Ursprungskonstruktion bewahrt. | 09243825 |
| Direkt Bild zu diesem Denkmal hochladen | Häuslerhaus                                                          | Wettiner Straße 3 (Karte)                     | um 1800                           | landschaftstypisches Häuslerhaus in gutem Originalzustand, Fachwerk-Obergeschoss, am Giebel verschiefert, regelmäßiges Fachwerk mit Eckstreben, Erdgeschoss massiv, leicht vorkragend, Satteldach. | 09243529 |
| Direkt Bild zu diesem Denkmal hochladen | Wohnhaus                                                             | Wettiner Straße 8 (Karte)                     | um 1900                           | um 1900 errichtetes Wohnhaus in halboffener Bebauung; mit zeittypischer Fassadengliederung und Zierrat in gutem Originalzustand, zweigeschossig, sechs Achsen, Mitte betont mit zwei Fenstern, dort Lisenen mit Quaderung, Frontgiebel, Satteldach, waagrechte Fensterverdachungen, einfache Putzgliederung, im Erdgeschoss zwei Fenster mit Dreiecksgiebelchen, Brüstungsfelder unter Fenstern verziert, Sockelgesims. | 09243530 |
| Direkt Bild zu diesem Denkmal hochladen | Seitengebäude                                                        | Wettiner Straße 17 (Karte)                    | 19. Jh.                           | landschaftstypisches Wirtschaftsgebäude eines Vierseithofes in gutem Original- und Erhaltungszustand, Fachwerkbau, ursprünglich weiter im Hof stehend, Fachwerk auch im Erdgeschoss teilweise erhalten, Tordurchfahrt, Drempel und flacheres Satteldach nachträglich um 1900, guter Erhaltungs- und Originalzustand. | 09243539 |
| Direkt Bild zu diesem Denkmal hochladen | Wohnhaus                                                             | Wettiner Straße 21 (Karte)                    | um 1900                           | zeittypisches Wohnhaus mit aufwendiger, qualitätvoller Fassadengestaltung, dreigeschossig, fünf Achsen, Klinkerfassade, zwischen Fenstern beider Geschosse Fries Deutsches Band, im Erdgeschoss Fenster mit Segmentbogenabschluss, hellerer Klinker, ansonsten dunkelroter Klinker, Sockel Polygonmauerwerk, Gesims dort Klinker, Polygonsockel Porphyr, Giebel dreiachsig, Rundfenster, wichtig durch Ensemblewirkung mit Nachbarhaus, ähnliche architektonische Qualität | 09243538 |
| Direkt Bild zu diesem Denkmal hochladen | Wohnhaus                                                             | Wettiner Straße 23 (Karte)                    | um 1900                           | zeittypisches Wohnhaus mit architektonisch aufwendig gestalteter Fassade in gutem Originalzustand, zweigeschossig, Klinkerfassade, vier Achsen und zwei Achsen, umlaufendes Gesims, Eckquaderung, schön verzierte Fenstergewände mit Schlussstein, Sohlbank vorkragend, Sockelgesims aus Klinkersteinen, Sockel Polygonmauerwerk, Krüppelwalmdach mit Schwebegiebel, im Obergeschoss an Fenstern Blenden für Rollläden, originale Fenster teilweise erhalten, sehr guter Originalzustand, gute künstlerische Qualität, wichtig für Ortsbild durch dominante Hanglage, roter Klinker, Giebel mit rundbogigen Fenstern, ein Rundfenster und zwei Rechteckfenstern. | 09243537 |
| Direkt Bild zu diesem Denkmal hochladen | Wohnstallhaus                                                        | Wettiner Straße 29; 31 (Karte)                | um 1680                           | Wohnstallhaus eines ehemaligen Bauernhofes; landschaftstypisches, sehr altes Bauernhaus mit schönem Fachwerkobergeschoss, verziert mit K-Streben und Andreaskreuzen in gutem Originalzustand, Fachwerk-Obergeschoss gut erhalten, Satteldach, Erdgeschoss massiv unterfahren, Fachwerk-Obergeschoss mit K-Streben, gezapft teilweise aufgeblattet, Andreaskreuze – Feuerböcke, Kopfbänder in Ständer gezapft, in Riegel geblattet, Giebeldreieck verbrettert mit Wetterschräge. | 09243536 |
| Direkt Bild zu diesem Denkmal hochladen | Seitengebäude                                                        | Wettiner Straße 37 (Karte)                    | nach 1800                         | landschaftstypisches Wirtschaftsgebäude eines Bauernhofes (Vierseithof) mit ortsbildprägender Wirkung, Fachwerk-Obergeschoss, Eckstreben, Erdgeschoss massiv, einfache Gestalt, Garageneinbau, wichtig als Teil des Bauensembles für Ortsbild. | 09243535 |
| Direkt Bild zu diesem Denkmal hochladen | Villa                                                                | Wettiner Straße 51 (Karte)                    | um 1895                           | architektonisch aufwendig gestaltete ehemalige Fabrikantenvilla der Gründerzeit in gutem Originalzustand, ehemalige Fabrikantenvilla, annähernd quadratischer Bau mit Mittelrisaliten an allen Seiten, Putznutung, Eckquaderung, Gesimsbänder, auch zwischen Fenstern, kannelierte Pilaster neben Fenstern, gebrochene Segmentgiebel im 1. Obergeschoss, Frontispiz als gebrochener Segmentgiebel ausgebildet, originale Fenster, Haustür um 1925, Walmdach, sehr guter Originalzustand, wichtig für Ortsbild, hervorzuhebende architektonische Qualität. | 09243826 |
| Direkt Bild zu diesem Denkmal hochladen | Wohnstallhaus mit Seitengebäude                                      | Wettiner Straße 66 (Karte)                    | um 1680                           | Wohnstallhaus und Seitengebäude eines Vierseithofes; landschaftstypischer Bauernhof mit sehr altem Wohnhaus, das Fachwerkobergeschoss mit Andreaskreuzen verziert, in gutem Originalzustand mit ortsbildprägender Wirkung. - Seitengebäude: Fachwerk-Obergeschoss, Eckstreben, Tür im Obergeschoss, Erdgeschoss massiv, Stall, Satteldach, - Wohnstallhaus: eine Tür erhalten, geschweifte Andreaskreuze, sehr schöner Schaugiebel, Kopfbänder gezapft und geblattet, eine Riegelkette, Erdgeschoss massiv unterfahren und verändert, Satteldach, um 1680, um neuen Hausteil erweitert, Andreaskreuze als Feuerböcke ausgebildet, wichtig als Teil eines wertvollen Bauensemble, wichtig durch hohe Alter und ortsbildprägende Wirkung sowie künstlerische Qualität, am Wohnhaus Schwelle doppelt ausgebildet mit Schiffchenkehlen, Giebeldreieck verbrettert mit Wetterschräge. | 09243532 |
| Weitere Bilder                          | Wohnhaus                                                             | Wettiner Straße 70 (Karte)                    | um 1900                           | zeittypisches Wohnhaus in gutem Originalzustand mit ortsbildprägender Wirkung, fünf Achsen, Mittelrisalit über eine Achse, eingeschossig, Drempel, Frontgiebel mit Schwebegiebel, Satteldach, Werksteinsockel, Putzlisenen, Putzfassade, rundbogige Fenster, schöner Giebel, guter Originalzustand, wichtig für Ortsbild. | 09243533 |
| Weitere Bilder                          | Wohnstallhaus mit Scheune                                            | Wettiner Straße 72 (Karte)                    | 2. Hälfte 18. Jh.                 | Wohnstallhaus (Umgebinde) und Scheune eines Dreiseithofes; landschaftstypischer Bauernhof, Fachwerkbauten, mit in dieser Hauslandschaft seltenem Umgebindehaus in gutem Originalzustand mit ortsbildprägender Wirkung. - Wohnhaus: Fachwerk-Obergeschoss teilweise verbrettert, strebenreich, teilweise originale Fenster z. B. Schiebefensterchen im Obergeschoss, Umgebindehaus mit gezapften Kopfstreben, doppelten Säulen des Umgebindes, auf Schwellenkranz stehend, dieser auf Bruchsteinsockel, im Stallbereich massiv, hinterer Giebel verbrettert mit Wetterschrägen, Krüppelwalmdach, wichtig weil Umgebindehaus, architektonische Qualität und Originalzustand, Ortsbild bestimmend, vorderer Giebel verbrettert und Hauftreifseite - Scheune: Fachwerk, strebenreich, Giebeldreieck verbrettert, Satteldach, ergänzt harmonisch Bauensemble, Schwelle auf Bruchsteinsockel, 18. Jh. | 09243534 |
| Direkt Bild zu diesem Denkmal hochladen | Villa mit Einfriedung und Garten                                     | Wettiner Straße 86 (Karte)                    | um 1910                           | Villa mit Einfriedung und Villengarten; repräsentative, architektonisch bedeutende Villa in ausgezeichnetem Originalzustand mit großer Bedeutung für das Ortsbild, im Reformstil der Zeit um 1910 - Einfriedung: Holzzaun und Pforte, dazu neues entstellendes schmiedeeisernes Tor in übertriebenen Formen - Villa: repräsentativ, halbrunder Vorbau, kannelierte Säulen und Kapitelle, Balkon mit Balustrade, reiche Baudekoration, Zwerchgiebel, reich gegliederte Fassade, unregelmäßiger Grundriss, Ecktürme, halbrund vorspringend, neobarocke Formensprache, geschwungene Türformen, Putznutung im Sockelbereich, überdachte Auffahrt, Mansardwalmdächer, Kegeldächer über Erker, rundbogige Fenster im Erdgeschoss, sehr guter Originalzustand, wichtig für Ortsbild, Balkonbalustrade mit Docken, bekrönt durch Steinvasen. | 09243828 |
| Direkt Bild zu diesem Denkmal hochladen | Seitengebäude                                                        | Wettiner Straße 90 (Karte)                    | um 1750                           | landschaftstypisches Wirtschaftsgebäude eines Bauernhofes (Vierseithofes) mit gut erhaltenem Fachwerkobergeschoss, strebenreiches Fachwerk-Obergeschoss, Verbretterungen mit Wetterschrägen, Erdgeschoss massiv, straßenseitig leicht verändert, Satteldach, hofseitig eine Tür im Obergeschoss. | 09243827 |